# Salvatore Perugini
Salvatore Perugini, detto Totò (Pontelandolfo, 6 marzo 1978), è un ex rugbista a 15 e dirigente sportivo italiano, in carriera attivo nel ruolo di pilone; dal 2016 è consigliere della Federazione Italiana Rugby ricoprendone anche il ruolo di vicepresidente fino al 15 aprile 2019.

## Biografia
Formatosi sportivamente a L’Aquila, Perugini mosse i primi passi professionistici proprio nella rappresentativa del capoluogo abruzzese.
Pilone ritenuto di sicuro affidamento, esordì in Nazionale sotto la gestione Johnstone quasi contemporaneamente al debutto in campionato, nel Sei Nazioni 2000.
Nel 2002 Perugini si trasferì al Calvisano, club con il quale giunse due volte alla finale-scudetto, vincendone uno, e conquistò anche una Coppa Italia; prese parte, sotto la gestione Kirwan, alla Coppa del Mondo di rugby 2003 in Australia.
Nel 2006 si trasferì in Francia al Tolosa e nel 2007 il nuovo tecnico della Nazionale italiana Pierre Berbizier convocò Perugini per la Coppa del Mondo.
Il nuovo C.T. azzurro Mallett confermò Perugini, il quale fu schierato sia nel Sei Nazioni 2008 che nei test di metà anno nell'Emisfero Sud; fece parte anche della rosa italiana alla Coppa del Mondo di rugby 2011 in Nuova Zelanda.
A livello di club ha vinto il campionato francese ed è giunto in finale della Heineken Cup alla fine della stagione 2007-08.
Il 2 luglio 2009, scaduto il contratto triennale con il Tolosa, Perugini firmò un biennale con Bayonne.
Nel dicembre 2009 fu invitato dai Barbarians per il tradizionale incontro di fine tour contro la Nuova Zelanda, vinto dalla formazione britannica per 25-18.
Nel 2010-11 Perugini fu ingaggiato dagli Aironi, franchise italiana dell'allora Celtic League, oggi Pro14; allo scioglimento della squadra nel 2012 e il subentro nella rinnovata Pro12 delle Zebre, Perugini migrò in quest'ultima squadra dalla stagione 2012-13.
Ad aprile 2015 decise di terminare la carriera all'Aquila senza compenso; scese in campo due volte nella sua squadra d'origine, disputando il suo ultimo incontro il 9 maggio contro Petrarca.
Il consiglio della Federazione Italiana Rugby del 21 ottobre 2016 a Roma elesse Perugini consigliere in quota società per il quadriennio 2016-2020 e nella stessa seduta gli fu conferito l'incarico di vicepresidente, tenuto fino al 15 aprile 2019 quando sono giunte le dimissioni dalla carica pur mantenendo quella di consigliere.

## Palmarès
- Campionati italiani: 1
Calvisano: 2004-05
- Coppe Italia: 1
Calvisano: 2003-04
- Campionati francesi: 1
Tolosa: 2007-08